# Granton (Stany Zjednoczone)
Granton – wieś w Stanach Zjednoczonych, w stanie Wisconsin, w hrabstwie Clark.